# Silje Solberg Østhassel
Silje Margaretha Solberg (født 16. juni 1990 i Bærum, Norge) er en norsk håndboldmålvogter, der spiller for Siófok KC og Norges kvindehåndboldlandshold, med hvem hun var med til VM i 2013. Hun debuterede på det norske landshold 27. marts 2011 i en hjemmekamp mod Rusland. Under VM i 2013 blev hun den målvogter med den næsthøjeste redningsprocent (49%) blandt de målvogtere, der modtog mindst 20% af sit holds modtagne skud på mål.
Hendes tvillingesøster Sanna Solberg spiller ligeledes på det norske landshold.